# 담도폐쇄증
담도폐쇄증(膽道閉鎖症, biliary atresia, progressive obliterative cholangiopathy)은 하나 이상의 쓸개관이 비정상적으로 좁아져서 막히는 간의 질병이다. 간외담관폐쇄증(extrahepatic ductopenia), 쓸개즙 폐쇄증이라고도 한다. 선천성 질병의 경우  선천성 담도 폐쇄증이라고 하지만, 후천적인 경우도 있다. 신생아 기준으로 미국에서만 10,000~15,000명 당 1명에 발병하며, 브리튼 제도에서는 유병률이 16,700명 당 한 명이다. 담도폐쇄증은 동아시아에서 흔하며, 5,000명 당 1명 꼴로 발생한다.
담도폐쇄증의 병인은 제대로 파악되지 않았다. 선천성 담도폐쇄증은 특정한 유전자와 관련이 있지만 후천성 담도폐쇄증은 자가 면역 염증 반응의 결과로 간주되며, 이는 출생한 이후 얼마 되지 않아 간에 미친 바이러스성 질병으로 인한 가능성이 있다. 카사이 수술(Hepatoportoenterostomy)과 간 이식과 같은 수술이 효과적인 치료 방법이다.